# Ethnoökologie
Die Ethnoökologie ist ein Fachbereich der Ethnologie (Völkerkunde) und untersucht Systeme der Umweltkenntnis, Umweltbewertung und Umweltnutzung bei ethnischen Gruppen und indigenen Völkern (indigenous knowledge systems).

## Entwicklung und ethnoökologischer Ansatz
Die Grundideen des ethnoökologischen Ansatzes gehen auf amerikanische Anthropologen wie Roy Rappaport zurück. Es handelt sich um eine Spezifizierung der Forschung zur Mensch-Umwelt-Beziehung, wie sie in der Geographie, Landschaftsökologie und Umweltwissenschaft sowie weiteren Disziplinen beheimatet ist. Insofern ist die Ethnobotanik (die Wissenschaft vom Studium der Pflanzen (Botanik) in Bezug auf ihre Verwendung durch den Menschen) ein Teilaspekt der Ethnoökologie. In ihr werden häufig synökologische Ansätze auf größeren räumlichen Skalen verfolgt, um Nutzungssysteme zu erkennen.
Ein großes Forschungs- und Anwendungsfeld ethnoökologischer Arbeit hat sich durch einen Teilaspekt der Biodiversitätskonvention (CBD) ergeben. In ihr wurde 1992 der Mechanismus des Access and Benefit-Sharing (ABS, auf Deutsch „Zugang zu genetischen Ressourcen und gerechter Vorteilsausgleich“) eingeführt. Bei ABS geht es neben dem Zugang zu genetischen Ressourcen um den gerechten Ausgleich der Vorteile, die sich aus der Nutzung dieser Ressourcen ergeben. ABS dient wie andere Bestimmungen der CBD dazu, die Nutzung der natürlichen Ressourcen durch den Menschen mit der Erhaltung der biologischen Vielfalt zu vereinbaren und beruht häufig auf Forschungen, die ethnoökologische Ansätze einbeziehen.
Kritiker werfen der Disziplin die Fokussierung auf schwerpunktmäßig „vorindustrielle Gesellschaften“ in schwächer entwickelten Teilen er Erde vor.

## Forschung
Bei vielen interdisziplinär angelegten Projekten, bei denen die Landnutzung in verschiedenen Zusammenhängen untersucht wird, werden auch sozialwissenschaftliche Zusammenhänge erhoben. Je nach Forschungsgegenstand kommen hier ethnoökologische Ansätze zum Tragen: wenn ein Zusammenhang zwischen der Nutzung (Beeinflussung) eines Ökosystems und speziellen Volksgruppen und deren Traditionen und Kulturtechniken besteht.